# Famille Forbes (éditeur)
Ne doit pas être confondue avec l'autre famille Forbes de Boston
Pour les articles homonymes, voir Forbes (homonymie).
La famille Forbes est une famille américaine d'origine écossaise propriétaire du magazine Forbes.
Parmi les membres de la famille :
1. Bertie Charles Forbes (1880 – 1954), journaliste financier écossais qui créa le magazine à New York,
  1. Bruce Charles Forbes (1916-1964),
  2. Malcolm Forbes (1919-1990), directeur du magazine et millionnaire américain,
    1. Steve Forbes (1947- ), rédacteur en chef du magazine et deux fois candidat à l'investiture républicaine à l'élection présidentielle américaine.
      1. Moira Forbes (en) (1979- ), journaliste

    2. Christopher Forbes (en) (1950- ) vice président du conseil d'administration du magazine
    3. Robert Forbes
    4. Timothy Forbes directeur de l'exploitation du magazine

## Pour approfondir